# Braheskolan

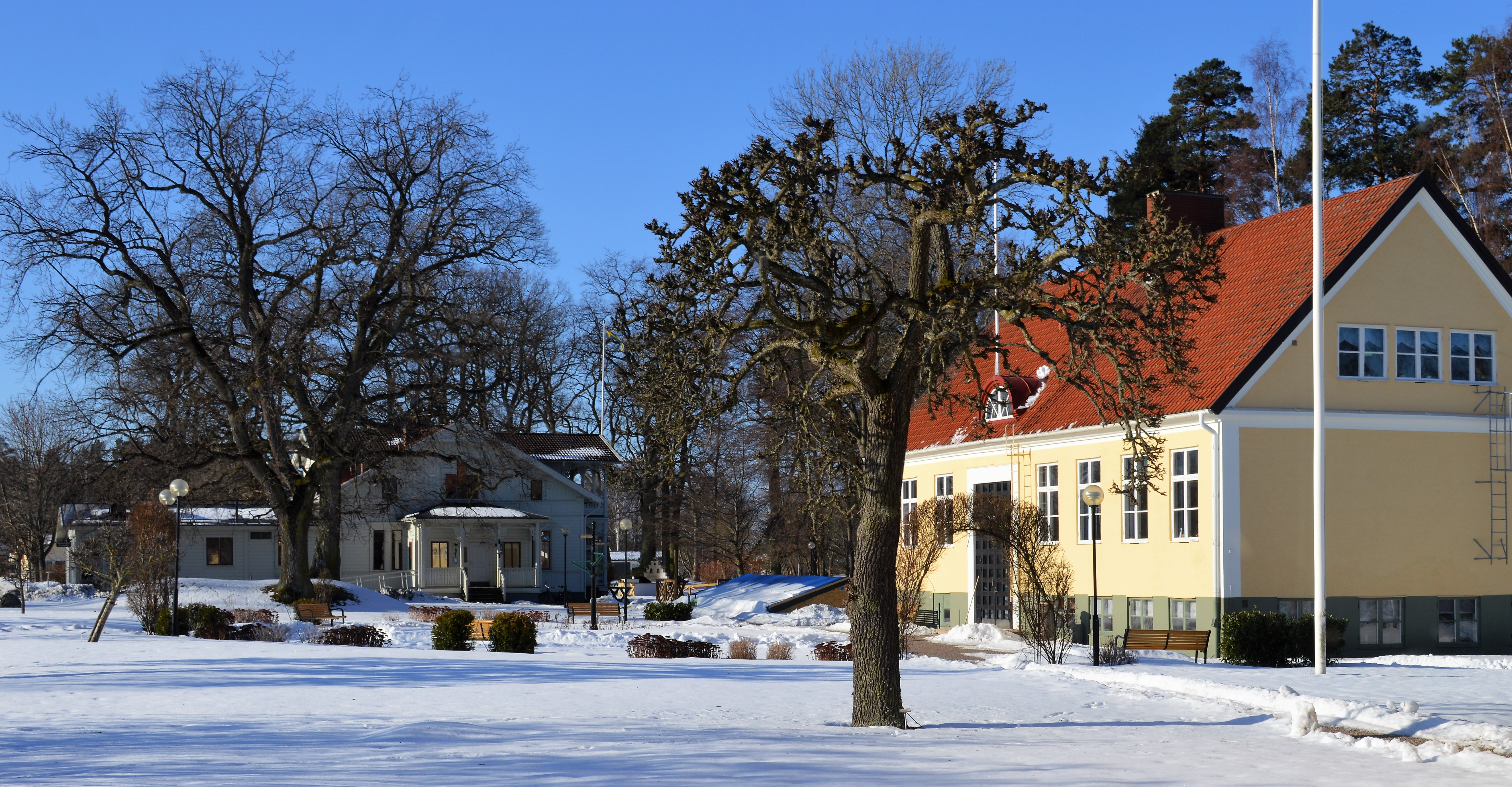
Braheskolan, skolhuset.

Braheskolan, även kallad Visingsö Folkhögskola, är en folkhögskola belägen mitt på Visingsö. Skolan har en internationell profil med inriktning mot språk och kultur. Skolan har även knytningar till internationella skolor i Brighton, Barcelona, Düsseldorf och Aix-en-Provence. Det finns både terminskurser och helårskurser där halva tiden av utbildningen inom språk är förlagda till en skola utomlands.
På skolan finns internatboende med cirka 70 rum fördelade i olika hus.
Sedan 1967 är Folkuniversitetet huvudman för skolan.